# Смешанная парная сборная Гайаны по кёрлингу
Смешанная парная сборная Гайаны по кёрлингу — смешанная национальная сборная команда (составленная из одного мужчины и одной женщины), представляет Гайану на международных соревнованиях по кёрлингу. Управляющей организацией выступает Федерация кёрлинга Гайаны (англ. Guyana Curling Federation).

## Результаты выступлений

### Чемпионаты мира
| Год       | Место          | Игры           | Победы         | Поражения      | Состав (женщина, мужчина, тренер)                       |
| --------- | -------------- | -------------- | -------------- | -------------- | ------------------------------------------------------- |
| 2008—2017 | не участвовали | не участвовали | не участвовали | не участвовали | не участвовали                                          |
| 2018      | 24             | 7              | 3              | 4              | Farzana Hussain, Rayad Hussain                          |
| 2019      | 37             | 7              | 1              | 6              | Farzana Hussain, Rayad Hussain, Jason Perreira (тренер) |

(данные отсюда:)

### Квалификационные турниры кчемпионатам мира
| Год       | Место | Игры | Победы | Поражения | Состав (женщина, мужчина, тренер)                        |
| --------- | ----- | ---- | ------ | --------- | -------------------------------------------------------- |
| 2019/2020 | 15    | 6    | 3      | 3         | Farzana Hussain, Rayad Hussain                           |
| 2022/2023 | 18    | 5    | 1      | 4         | Farzana Hussain, Rayad Hussain                           |
| 2023/2024 | 10    | 5    | 3      | 2         | Farzana Hussain, Rayad Hussain, Peter Andersen (тренер)  |
| 2024/2025 | 7     | 8    | 5      | 3         | Farzana Hussain, Rayad Hussain, Jordan Nicholls (тренер) |